# Кахіашвілі Кахі Тамазович
Кахі Кахіашвілі (Акакіос Какіашвіліс) (груз. კახი კახიაშვილი, грец. Ακάκιος Κακιασβίλης; 13 липня 1969, Цхінвалі, Південно-Осетинська автономна область, Грузинська РСР, СРСР) — радянський, грузинський і грецький важкоатлет, триразовий олімпійський чемпіон, триразовий чемпіон світу.

## Біографія
Кахи Кахіашвілі почав займатися спортом у 1980 році під керівництвом тренера В. С. Грикурова. Найважливішим етапом у житті як спортсмена, так і наставника став переїзд в Ростов-на-Дону. Тут талановитому атлету були створені всі умови для системної та якісної підготовки. І він довів, що має повне право на місце в Об'єднаній команді, яка вирушила в 1992 році на Олімпійські ігри в Барселону. Там Кахі Кахіашвілі завоював свою першу золоту медаль. Після Олімпіади рік він виступав за Грузію.
Проте вже у 1994 році після чемпіонату Європи Кахі Кахіашвілі емігрував до Греції і до кінця своєї спортивної кар'єри представляв цю країну під ім'ям Акакіос Какіашвіліс. Після виграшу другої золотої олімпійської медалі в Атланті, він сказав: «першу з двох моїх золотих медалей я виграв для Грузії, де я народився і жив протягом 23 років; але я також дуже хотів виграти ще одну медаль для Греції, країни, яку я люблю, і де живу зараз я і мої батьки».
У 2006 році Кахі Кахіашвілі було надано грузинське громадянство, рішення про який приймав особисто президент Грузії Михайло Саакашвілі. У 2010 році включений до Зали слави важкої атлетики.
Один із трьох спортсменів в історії, якому вдалося виграти золоті нагороди Олімпіади, виступаючи за дві країни.

## Спортивна кар'єра
| Олімпійські ігри  |                  |                   |           |           |          |                 |
| Рік               | Місце проведення | Представництво    | Категорія | Результат | Сума, кг | Ривок + поштовх |
| 1992              | Барселона        | Об'єднана команда | до 90 кг  | чемпіон   | 412,5    | 177,5 + 235     |
| 1996              | Атланта          | Греція            | до 99 кг  | чемпіон   | 420      | 185 + 235       |
| 2000              | Сідней           | Греція            | до 94 кг  | чемпіон   | 405      | 185 + 220       |
| 2004              | Афіни            | Греція            | до 94 кг  | -         | —        | 180 + -         |
| Чемпіонати світу  |                  |                   |           |           |          |                 |
| 1993              | Мельбурн         | Грузія            | до 91 кг  | 2-е місце | 402,5    | 180 + 222,5     |
| 1994              | Стамбул          | Греція            | до 91 кг  | 2-е місце | 397,5    | 177,5 + 220     |
| 1995              | Гуанчжоу         | Греція            | до 99 кг  | чемпіон   | 410      | 182,5 + 227,5   |
| 1998              | Лахти            | Греція            | до 94 кг  | чемпіон   | 400      | 180 + 220       |
| 1999              | Афіни            | Греція            | до 94 кг  | чемпіон   | 412,5    | 188 + 225       |
| Чемпіонати Європи |                  |                   |           |           |          |                 |
| 1992              | Сексард          | Об'єднана команда | до 90 кг  | чемпіон   | 400      | 175 + 225       |
| 1993              | Софія            | Грузія            | до 91 кг  | чемпіон   | 402,5    | 180 + 222,5     |
| 1994              | Соколов          | Грузія            | до 91 кг  | 2-е місце | 400      | 180 + 220       |
| 1995              | Варшава          | Греція            | до 91 кг  | чемпіон   | 407,5    | 180 + 227,5     |
| 1996              | Ставангер        | Греція            | до 99 кг  | чемпіон   | 392,5    | 170 + 222,5     |
| 1998              | Риза             | Греція            | до 94 кг  | 3-е місце | 380      | 172,5 + 207,5   |
| 1999              | Ла-Корунья       | Греція            | до 94 кг  | 2-е місце | 402,5    | 177,5 + 225     |

За час спортивної кар'єри встановив 7 світових рекордів. Рекорд у ривку — 188 кг є чинним з 1999 року. Рекорд за сумою двоборства — 412 кг, встановлений у той же час, протримався більш як 12 років і був поліпшений Іллею Ільїним (Казахстан) на Олімпійських іграх 2012 року в Лондоні.

## Державні нагороди
- Президентський орден Сяйво (Грузія, 2018)[3]